# Внутрішня точка

Точка Х є внутрішньою для множини S, а точка У — ні, оскільки будь-який її окіл виходить за межі множини S.

Внутрішня точка, у топології — це точка, яка входить у дану множину разом з деяким своїм околом.
Інтуїтивно внутрішня точка - це точка, яка не перебуває на краю.

## Визначення
Нехай {\displaystyle X} — топологічний простір з топологією {\displaystyle T}, і {\displaystyle M\subseteq X}. Точка {\displaystyle x\in M} є внутрішньою для {\displaystyle M} тоді і тільки тоді, коли існує відкрита множина {\displaystyle S\in T}, така що {\displaystyle x\in S} та {\displaystyle S\subseteq M}.

## Зауваження
- З визначення відразу виходить, що у відкритій множині всі точки внутрішні.
- Також вірно і зворотне: множина, всі точки якої внутрішні, є відкритою.

## Окремі випадки
У метричному просторі визначення внутрішньої точки приймає наступний вигляд. Хай X — метричний простір з метрикою d, і M — його підмножина. Точка  є внутрішньою для M тоді і тільки тоді, коли існує {\displaystyle \varepsilon >0}, таке що {\displaystyle \forall y\in X,\,d(x,y)<\varepsilon \Rightarrow y\in M}. Інакше кажучи, x входить в M разом з кулею радіусу {\displaystyle \varepsilon } з центром в x.

## Дивись також
- Ізольована точка
- Гранична точка
- Відкрита множина
- Окіл
- Внутрішність